# Francisco Fernandes Rosa Falcão
Francisco Fernandes Rosa Falcão (Lamas (Miranda do Corvo), 4 de janeiro de 1879 — Lisboa, 14 de junho de 1931) foi um jurista e advogado, licenciado em Direito pela Universidade de Coimbra, militante ativo do Partido Republicano Português, que exerceu diversos cargos políticos de relevo, entre os quais os de governador civil do Distrito de Leiria e de presidente das Câmaras Municipais de Coimbra e de Ansião. Como chefe de gabinete de Manuel Rodrigues Júnior, que de 1926 a 1928 exerceu as funções de Ministro da Justiça e dos Cultos, notabilizou-se pelo excelente trabalho realizado na elaboração do Estatuto Judiciário e do Código de Processo Penal, publicados em 12 e 19 de abril de 1928, respetivamente.

## Biografia
Nasceu na freguesia de Lamas, no concelho de Miranda do Corvo, no seio de uma família da burguesia loca. Tendo ficado órfão de ambos os progenitores muito cedo, ficou entregue à tutela de um seu tio, o Dr. Clemente Fernandes Falcão, médico do partido municipal de Miranda do Corvo (cargo que exerceu durante 50 anos). No ano letivo de 1895/1896, com apenas 17 anos de idade, matriculou-se na Faculdade de Direito da Universidade de Coimbra. Concluiu o curso em julho de 1900.
Ainda estudante universitário aderiu ao ideário republicano, tendo sido militante ativo do Partido Republicano Português. Ao longo de todo o seu percurso político, especialmente no período da Ditadura Nacional, demonstrou ser um democrata decidido e um republicano intemerato, de convicções sólidas.
Iniciou a sua carreira como funcionário público no cargo de administrador do concelho de Ansião, função para a qual foi nomeado em 1905, passando a partir de 1907 a exercer naquela vila as funções de conservador do Registo Predial. Implantada a República Portuguesa em 5 de outubro de 1910, ingressou na atividade política e jornalística, tendo sido um dos fundadores da Associação de Propaganda e Defesa Republicana do Concelho de Ansião, que se constituiu no dia 29 de junho de 1911, com sede na vila de Ansião. Nesse mesmo período foi um dos promotores, e um dos colaboradores mais destacados, do período O Cavador, que se publicou em Ansião nos anos de 1911 e 1912.
Fixou-se em Coimbra onde em 1913 foi presidente da comissão administrativa da Câmara Municipal de Coimbra. Em abril de 1915 foi nomeado presidente da comissão administrativa da Câmara Municipal de Ansião. Em Coimbra foi diretor do jornal A Resistência, o bissemanário do Partido Republicano Português no Distrito de Coimbra, cujo primeiro número saiu a público no dia 31 de janeiro de 1916, e depois do jornal A Democracia, bissemanário do Partido Democrático no Distrito de Coimbra. Foi colaborador de diversos jornais democráticos conimbricenses.
Apesar de ligado ao Partido Democrático, o Dr. Rosa Falcão era conhecido pelo seu dinamismo, competência e afastamento da luta partidária, mesmo fora do seu concelho. Essa independência levou a que apoiasse o sidonismo, tendo em 1918, durante a ditadura de Sidónio Pais, sido nomeado governador civil do Distrito de Leiria, cargo que exerceu de 13 de dezembro de 1917 a 20 de abril de 1918, um dos primeiros governadores civis a ser nomeado e empossado pela nova situação política.
Além de advogado, entretanto, ingressou na carreira de funcionário judicial, tendo exercido os cargos de Conservador do Registo Predial de Ansião e de juiz interino naquela comarca. Tendo-se transferido para Coimbra, de 1923 a 1926 exerceu o cargo de secretário da presidência do Tribunal da Relação de Coimbra, que exerceu de 1918 a 1926, onde granjeou o respeito de quantos com ele trabalhavam. Entretanto transferiu-se para Lisboa, onde exerceu as funções de subdiretor do Supremo Tribunal de Justiça. 
Entretanto foi escolhido para chefe do gabinete de Manuel Rodrigues Júnior, o Ministro da Justiça e dos Cultos no período de 1926 a 1928. Nessas funções coordenou o enorme e excelente trabalho na elaboração do Estatuto Judiciário e Código de Processo Penal, publicados em 12 e 19 de abril de 1928, respetivamente. Nestas funções, levou a que Francisco Fernandes Rosa Falcão, além de uma figura conhecida nos meios judiciais, também o fosse em termos políticos, a nível local, regional e até nacional.
Faleceu em Lisboa, em circunstâncias algo misteriosas, no dia 14 de julho de 1931, aos 52 anos de idade. O seu nome figura na toponímia de Coimbra e de Miranda do Corvo.